# Mugnano in Teverina
Mugnano in Teverina è una frazione del comune italiano di Bomarzo, in provincia di Viterbo.

## Geografia fisica
Mugnano si trova nella val tiberina, sita su uno sperone tufaceo lambito dalle acque del Tevere, il piccolo abitato si eleva ad un'altitudine di 133 metri sul livello marittimo ed è abitato da circa 200 persone.

## Origine del nome
Secondo il sacerdote ed archeologo Luigi Vittori, il nome trae origine dall'antica città di Meonia, fondata nei pressi di Bomarzo dall'antico popolo dei Meoni in fuga dall'Asia Minore. Ancora oggi nei pressi del paese si trova una località nota come Pianmiano, riconducibile ad un originale Planum Meonianum.

## Storia
Nonostante evidenze archeologiche provino che il luogo fosse già abitato in epoca etrusca e romana, le prime notizie esatte riguardanti il borgo risalgono al Medioevo.
I primi signori noti del castrum furono i Mugnani, importante famiglia guelfa di Orvieto, ma intorno alla metà del XIII secolo il castello passò nelle mani della famiglia Orsini. A questo periodo risale probabilmente l'erezione della torre cilindrica. Nel 1417, in seguito all'elezione al soglio pontificio di Papa Martino V Colonna, il feudo divenne proprietà di Antonio Colonna prima e dei Farnese poi. In questo periodo la cinta muraria che attorniava il castello fu completamente abbattuta. Nel 1432 gli Orsini si riappropriarono del paese, ingentilendovi in seguito il palazzo già esistente. Nel 1587 la Camera Apostolica, approfittando dell'estinzione del ramo diretto degli Orsini, sequestrò il feudo, che tornò nelle mani della famiglia solo nel 1707. Dal 1870 fa parte del Regno (poi Repubblica) d'Italia.

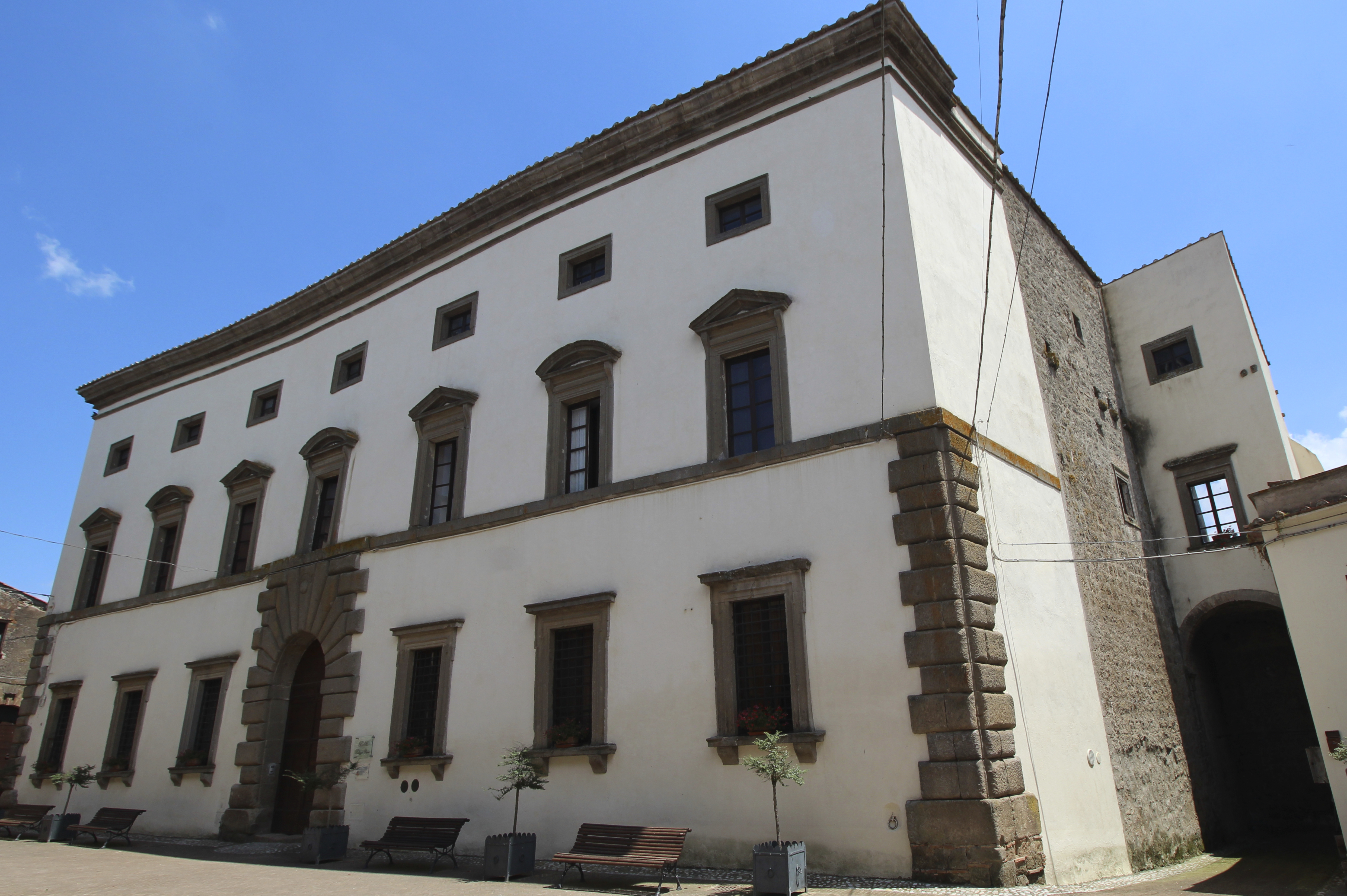
Palazzo Orsini

## Monumenti e luoghi di interesse

### Architetture religiose
- Chiesa dei Santi Vincenzo e Liberato, sita nelle immediate vicinanze della Torre degli Orsini, è sede della parrocchia locale.
- Chiesa di Santa Lucia
- Chiesa di San Rocco
- Chiesa del Cimitero.

### Architetture civili
Palazzo OrsiniLa struttura principale risale al XIV secolo, ma l'aspetto attuale è quello datogli dal signore di Mugnano Carlo Orsini intorno al 1500. A questo periodo risalgono anche la loggia, progettata dal Peruzzi, e gli affreschi dei saloni interni. La struttura, ora convertita in albergo, è stato oggetto di un accurato restauro negli ultimi anni.

### Architetture militari
Torre di MugnanoEretta dagli Orsini agli inizi del '300, la torre si presenta come una severa costruzione cilindrica dominante sul paese. La costruzione è caratterizzata da feritoie per il tiro di fiancheggiamento, da originali finestre trilobate per l’avvistamento e da un coronamento a beccatelli per il tiro piombante su tutta la circonferenza.

### Altro
FontaneIntagliate nella tipica pietra tufacea (peperino), sono spesso decorate con intagli sbiaditi dal tempo.

### Siti archeologici
Le fornaci dei DomitiiNelle vicinanze di Mugnano sono state individuate due fornaci attive dal I al IV-V sec. d.C., luogo di fabbrica di mattoni e non solo. Dai due insediamenti produttivi provengono circa duecento bolli, impressi sul materiale cotto nelle fornaci. L’analisi di questi marchi, gli stessi rinvenuti nei monumenti dell’antica Roma, ha consentito di stabilire che per i primi 150 anni della loro storia, le fornaci furono proprietà della potente famiglia senatoria dei Domitii, per poi passare in eredità, tra il 155 d.C. ed il 161 d.C., al futuro Imperatore Marco Aurelio, discendente dei Domitii per parte di madre (Domitia Lucilla Minor). Oltre che nella fabbricazione di materiale edilizio le fornaci erano specializzate nella produzione di due diversi tipi di contenitori di cui si sono ritrovati numerosi esemplari: i doli, utilizzati per il trasporto e la conservazione dei prodotti agricoli e delle derrate alimentari ed i mortai impiegati nella triturazione delle sostanze e preparazione dei cibi. Doli e mortai timbrati con il nome dei Domitii e fabbricati a Mugnano si ritrovano in tutto il bacino del Mediterraneo, prevalentemente in Francia, Spagna ed Africa dove giungevano grazie ai traffici che seguivano vie terrestri e marittime. Sfruttando la forza motrice del Tevere, i prodotti delle fornaci, impilati su chiatte e barconi, venivano trasportati fino a Roma da cui poi ripartivano per le altre destinazioni commerciali.

## Società

### Tradizione e folclore

#### Alzamaggio
Ogni anno, fra il 30 aprile ed il 3 maggio, la città si anima in occasione della festa del patrono, San Liberato Martire. Dopo le cerimonie religiose, gli uomini del paese riuniti nel Comitato Alzatori si recano sulle sponde del Tevere alla ricerca del pioppo più dritto ed alto. Da qui viene portato a spalla dai volontari fino alla piazza del paese, dove viene issato con l'aiuto di corde e scale fino all'altezza record di 27 metri.